# Канеграте
Канеграте (итал. Canegrate) — город в Италии, в провинции Милан области Ломбардия.
Население составляет 12 160 человек (на 2005 г.), плотность населения составляет 2362 чел./км². Занимает площадь 5 км². Почтовый индекс — 20010. Телефонный код — 0331.
В коммуне 15 августа особо празднуется Успение Пресвятой Богородицы. Покровителем коммуны почитается святой Рох.